# Pseudosmittia tokaraneoa
Pseudosmittia tokaraneoa är en tvåvingeart som beskrevs av Sasa och Suzuki 1995. Pseudosmittia tokaraneoa ingår i släktet Pseudosmittia och familjen fjädermyggor. Inga underarter finns listade i Catalogue of Life.